# Paraputo jasmini
Paraputo jasmini är en insektsart som först beskrevs av De Lotto 1961.  Paraputo jasmini ingår i släktet Paraputo och familjen ullsköldlöss.
Artens utbredningsområde är Kenya. Inga underarter finns listade i Catalogue of Life.